# Kim Jin-sung
Kim Jin-sung (kor. 김진성; * 16. Juni 1997) ist ein südkoreanischer Fußballspieler.

## Karriere
Kim Jin-sung erlernte das Fußballspielen in der Schulmannschaft der Gochang Elementary School, in der Jugendmannschaft der Chunnam Dragons sowie in der Universitätsmannschaft der Hannam University. Seinen ersten Vertrag unterschrieb er Anfang Januar 2019 bei den Jeonnam Dragons. Das Fußballfranchise aus Gwangyang spielte in der zweiten südkoreanischen Liga, der K League 2. Für Jeonnam absolvierte er vier Zweitligaspiele. Ende August 2021 wechselte er ablösefrei zum indonesischen Erstligisten Madura United. Für den Verein aus Madura absolvierte er 15 Erstligaspiele. Im Januar 2022 wechselte er zum Ligakonkurrenten PS Barito Putera.